# Polické stěny
Polické stěny je národní přírodní památka ev. č. 13181 poblíž obcí Hlavňov a Suchý Důl v okrese Náchod. Oblast spravuje AOPK ČR - Správa CHKO Broumovsko. NPP Polické stěny vznikla v roce 2009 vyčleněním území z NPR Broumovské stěny.
Důvodem ochrany je geomorfologicky ojedinělý útvar Polických stěn tvořený formami pseudokrasového reliéfu v kvádrových pískovcích svrchní křídy vyskytujícími se zde především v podobě rozsáhlých skalních plošin a měst, složitě členěných hřbetů a skalních věží, kaňonů, soutěsek a jeskyní, se specifickými rostlinnými a živočišnými společenstvy a se zbytky přirozených lesních ekosystémů a typy přírodních stanovišť a druhy, pro které byla jiným právním předpisem vyhlášena EVL Broumovské stěny a které se nacházejí na území národní přírodní památky.

## Geologie
Asymetrické horské skalnaté pásmo Broumovských stěn, které odděluje Broumovskou kotlinu od Polické pánve, je budováno převážně kvádrovými pískovci středního turonu. Dvanáct kilometrů dlouhý hřeben Broumovských stěn je orientován ve směru SZ–JV a je ukloněn jihozápadním směrem. V závislosti na tomto úklonu pískovcových vrstev jsou svahy směrem do Polické pánve mírné, do rovinaté Broumovské kotliny spadá hřeben příkrými skalními stěnami a prudkými svahy s převýšením přes 300 metrů.
Na nesouměrném hřbetu (tzv. kuestě) Broumovských stěn jsou od 1. října 2009 vyhlášena dvě chráněná území, jejichž společná hranice vede po hřebeni Stěn. Pozvolný svah klesající k Polici nad Metují je národní přírodní památkou Polické stěny. Tvoří ji rozlehlé bludiště roklin tvořených kvádrovými pískovci. Mohutné vrstvy této usazené horniny byly původně dnem mělkého druhohorního moře. Písek byl slepen křemičitým tmelem, a tak vznikl pískovec, který později rozpukal v navzájem kolmých rovinách na obrovské kvádry. Pukliny už tisíciletí prohlubuje vítr a voda, jejíž sílu v zimě umocňuje rozpínání ledu.
Hřbet je směrem k Polici nad Metují zbrázděn řadou roklí, kterými odtéká voda ze skalnatých plošin až do Severního moře. Nejznámější je hojně navštěvovaná Kovářova rokle, asi 1 km dlouhý kaňon sevřený skalními bloky a vysokými věžemi, se dvěma přístupnými pseudokrasovými jeskyněmi. V dolní části rokle se nachází Mariánská jeskyně, o něco výše prochází značená stezka jeskyní Kovárna. Na území Polických stěn se nachází dalších 5 popsaných podzemních prostor (jeskyní a propastí).
Z útvarů neživé přírody lze zmínit zejména jednotlivé nebo skupinové skalní hřiby vznikající selektivním zvětráváním nestejně odolných vrstev hornin ve skalních věžích. V Polických stěnách se skalní hřiby vyskytují ve všech vývojových stadiích, od počáteční iniciace až k rozpadu. Dobře vyvinuty jsou především tzv. Slavenské hřiby v oblasti nad osadou Slavný. Kromě vysokých skalních věží či skalních stěn se ve zdejším pískovci vytvořily i tzv. střední a malé formy pseudokrasového reliéfu. Proto můžeme obdivovat skalní mísy, okna, škrapy, drobné prohlubně (voštiny) nebo narezlé železité inkrustace tzv. železivce, které na skalních stěnách vytvářejí vystupující drobné útvary až skalní dlažbu.
V některých vrstvách pískovce se zachovaly fosílie lastur křídových mořských živočichů (rodů Lima, Pinna, Pecten aj.). Zřetelné jsou zejména na čerstvě obnažených vrstevních plochách některých lesních cest, na tzv. mušlových cestách. Na kvádrových pískovcích vznikají chudé, nepříliš hluboké půdy, převážně litozemě či arenické podzoly. Kambizemě se vyskytují v terénně příznivějších, nepříliš skalnatých a méně kamenitých lokalitách. Z hlediska půdních druhů převažují půdy lehké, písčité a hlinitopísčité.

## Flóra
Vítr, který zde vane nejčastěji od západu, s sebou přinášel ve druhé polovině 20. století velké množství průmyslových škodlivin, které oslabily zdejší lesy, a ty následně na velkých plochách podlehly kůrovci. V době kalamity se snažili lesníci zabránit odnosu tenké vrstvy půdy doséváním břízy. Ta dnes přebírá úlohu přípravné dřeviny pro rozvoj nového lesa. Postupně se daří na imisních holinách obnovit smíšený les s bukem a jedlí, který je celkově odolnější.
Na chudých půdách roste relativně malý počet druhů cévnatých rostlin. Složení rostlinných společenstev je ovlivněno výraznou vertikalitou terénu. Na dně roklí je málo slunečního svitu a sníh se místy udrží až do začátku léta. V nejchladnějších polohách Polických stěn se tak vyskytují i fragmenty horských smrčin. Fytogeograficky významný je zde výskyt horských, resp. u nás většinou v horách rostoucích druhů. Vedle chráněného vrance jedlového lze zmínit zejména podbělici alpskou, papratku horskou, čípek objímavý a kapraď podobnou. Do Hruškovy rokle byl z Adršpašsko-teplických skal zavlečen mléčivec alpský.
Na vrcholcích skal je naopak sucho a teplo. Roste tam drobná keříčková vegetace brusnic a vřesu. Svislé stěny skal porůstají mechorosty a lišejníky, ovšem zastoupení bezcévných rostlin nevyniká druhovou pestrostí. Bryologický průzkum prokázal na Broumovských stěnách (myšlen je celý orografický útvar) 142 druhů mechorostů, z toho 38 druhů játrovek. Převládají spíše druhy rostoucí na suchých pískovcích. Bylo zde zaznamenáno 120 druhů lišejníků a 131 druhů hub. Výskyt lišejníků je negativně ovlivněn nevhodnou skladbou lesa, zejména epifytním druhům se více daří v zastíněných bučinách.

## Fauna
Geomorfologická pestrost území podmiňuje vznik různě extrémních stanovišť, která nabízejí vhodné podmínky pro ekologicky různorodé skupiny organismů. Od teplých a suchých ekotopů na vrcholcích skal a skalních plošinách přes stanoviště skalních stěn až po chladné a vlhké ekotopy v zastíněných a hlubokých roklích. Ty často přecházejí až do extrémních stanovišť suťových jeskyní, hluboko pod povrchem terénu, kde se během roku minimálně mění mikroklima. V těchto podmínkách se mohou vyskytovat různé výjimečné druhy, často i glaciální relikty, převážně ze skupiny bezobratlých živočichů. V okrajových a osluněných lesních partiích se vyskytují hnízda mravenců rodu Formica. V lokalitách s výskytem vrb, které jsou jeho živnou rostlinou, se vzácně vyskytuje ohrožený motýl batolec. Na tlejícím dřevě se vyvíjí polyfágní brouk zlatohlávek tmavý.
Ze vzácnějších druhů obojživelníků a plazů se na území Stěn vyskytuje např. čolek horský a obecný, mlok skvrnitý, ještěrka živorodá či zmije obecná. V obou chráněných územích na Broumovských stěnách byl potvrzen výskyt 100 druhů ptáků, z nichž asi polovina v území hnízdí. Stěny jsou ideálním útočištěm sokola stěhovavého a výra velkého, kteří zde pravidelně hnízdí.
Terén Stěn vyhovuje také savcům. Běžným druhům, jako je jelen evropský, srnec obecný, prase divoké, jezevec lesní a malé šelmy, i těm chráněným. Lze zmínit například silně ohroženého rejska horského. V posledních letech se do oblasti začínají pomalu vracet také velké šelmy – rys ostrovid. Skalní stěny s mnoha štěrbinami a jeskyněmi jsou také ideálním biotopem pro zimování netopýrů.

## Galerie

### Flóra

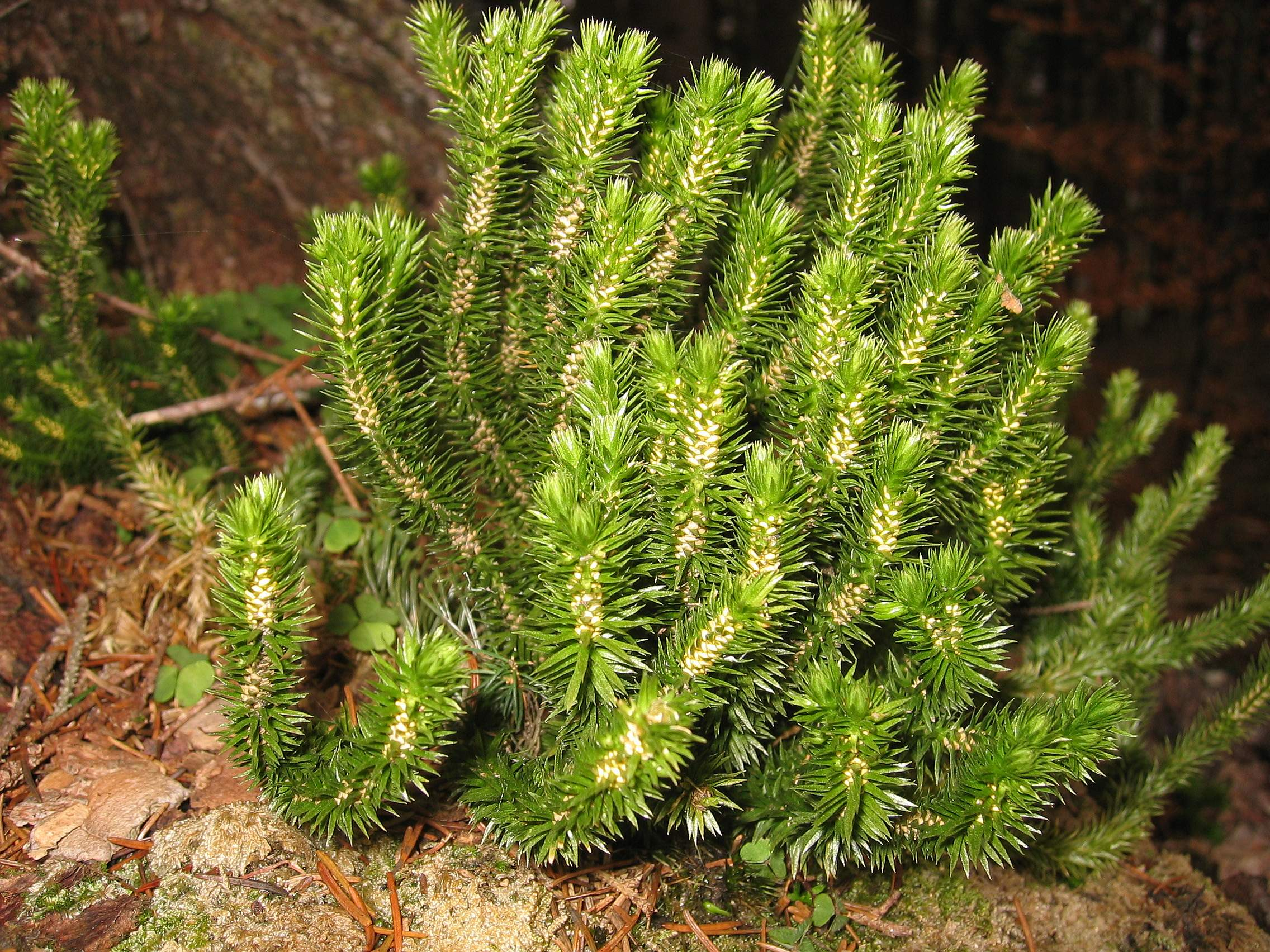
Vranec jedlový
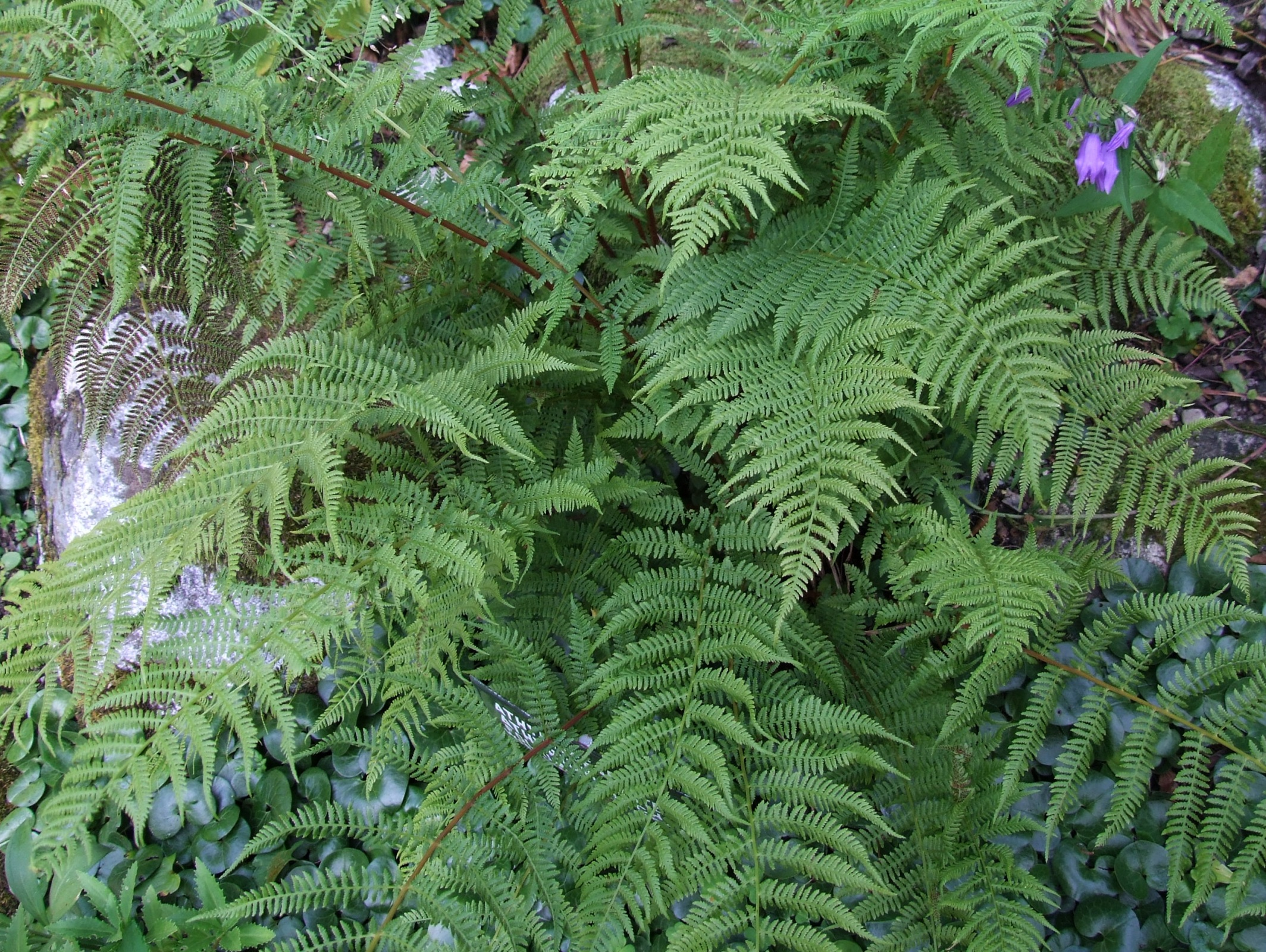
Papratka horská
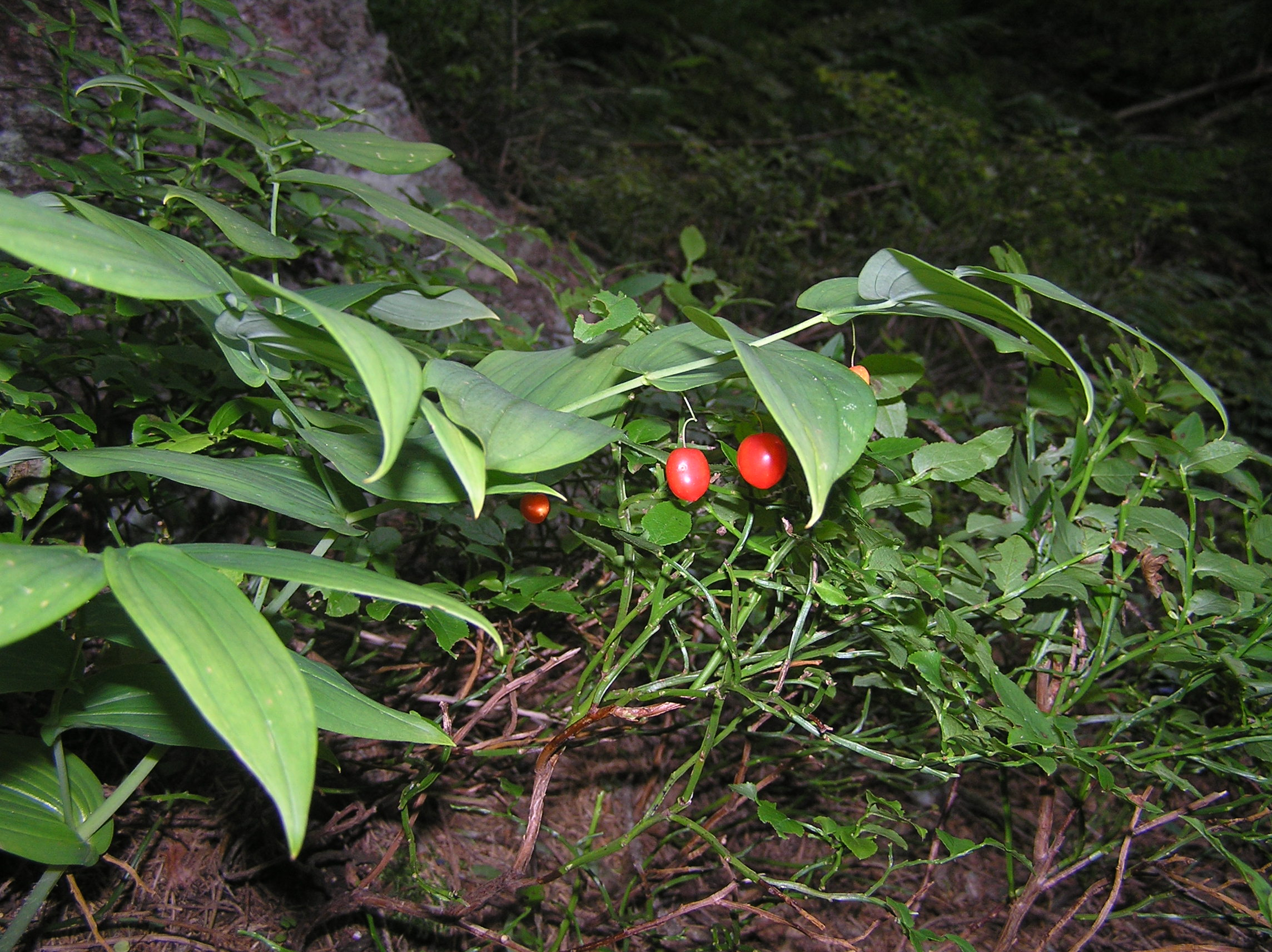
Čípek objímavý
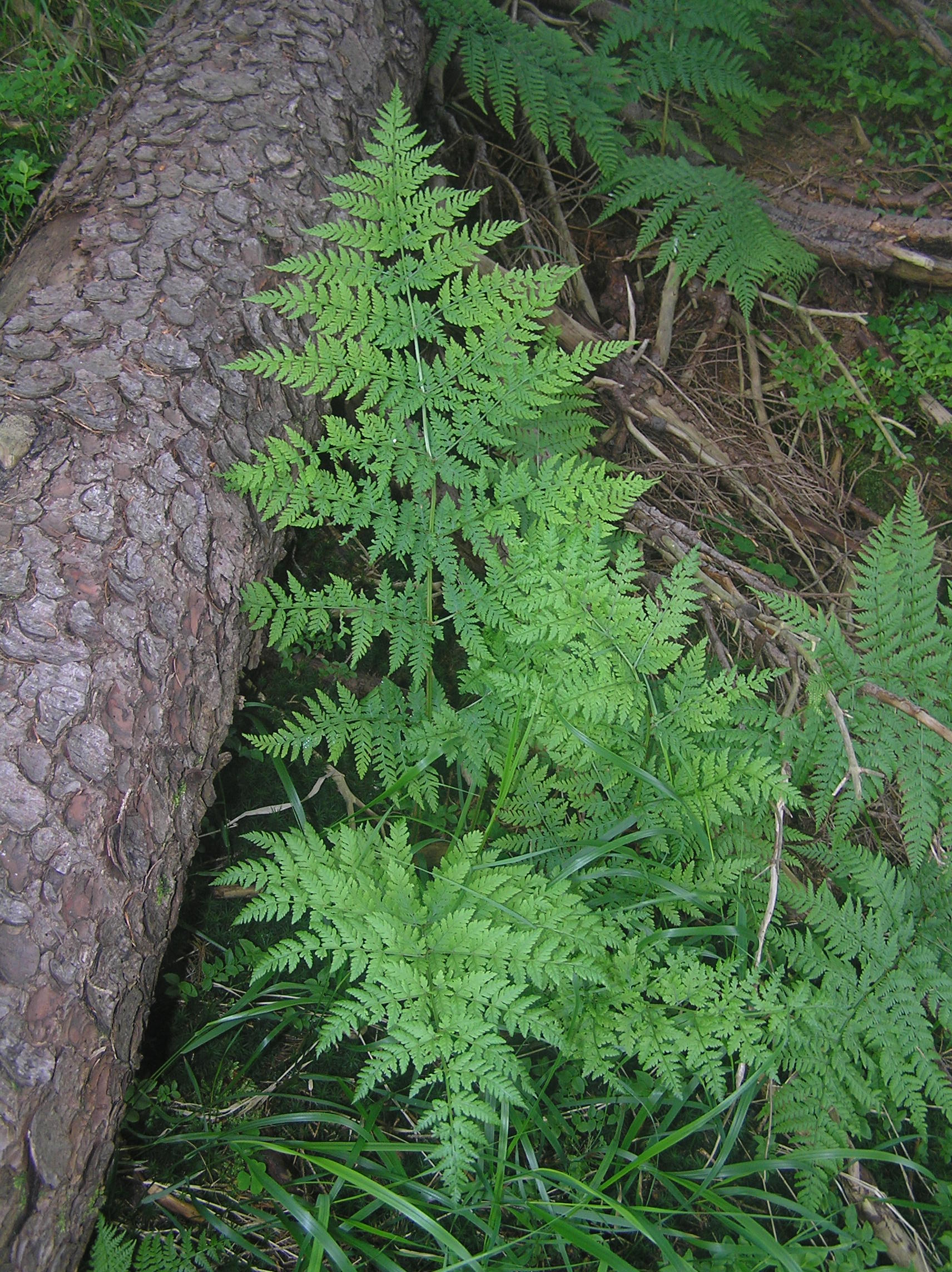
Kapraď podobná
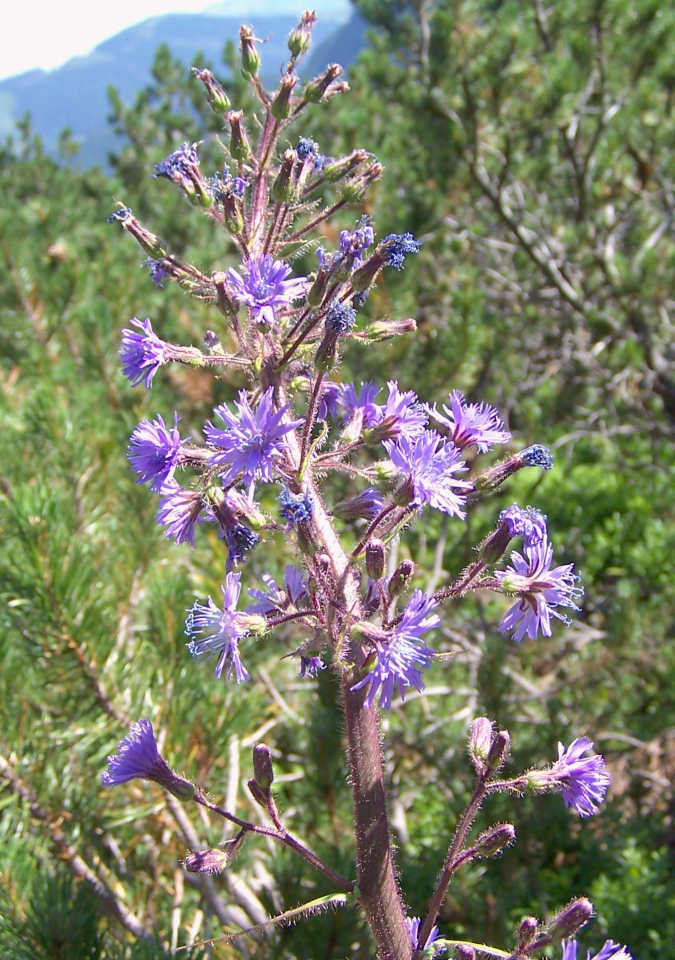
Mléčivec alpský

### Fauna

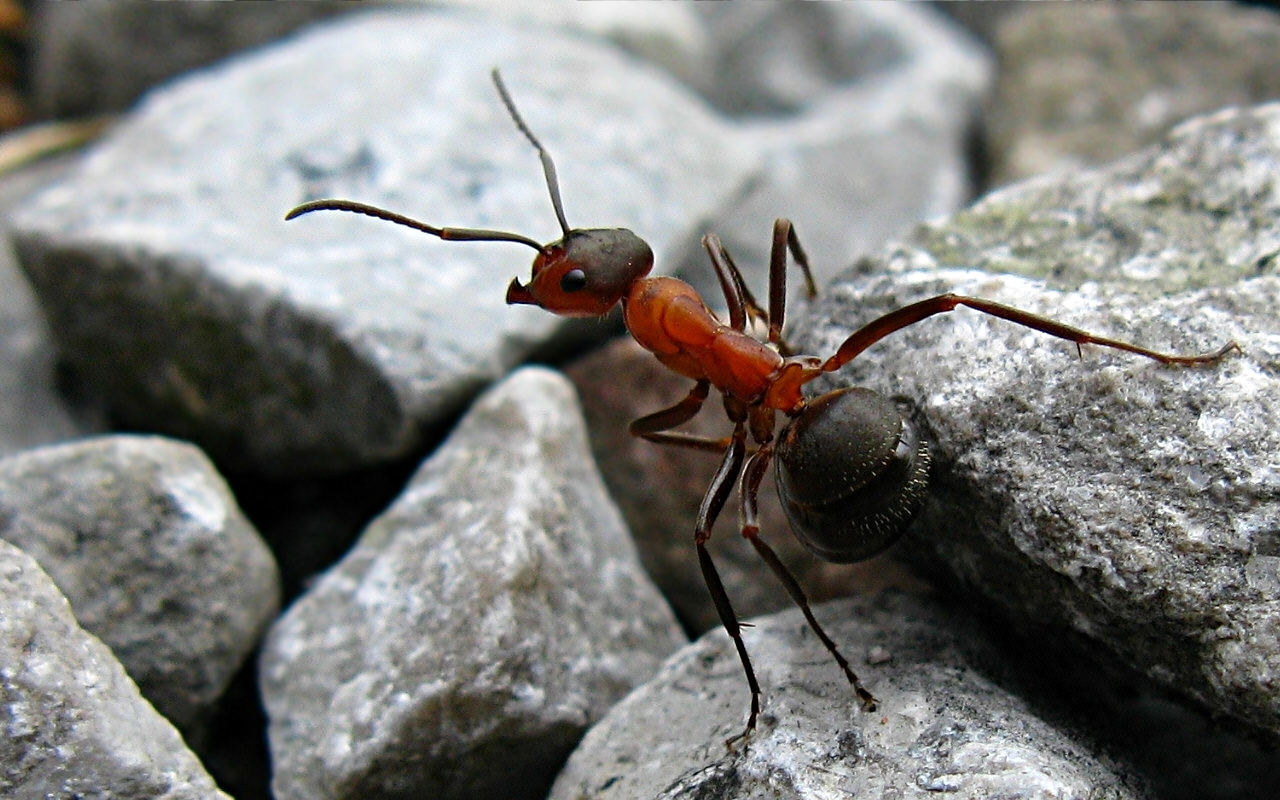
Mravenec rodu Formica
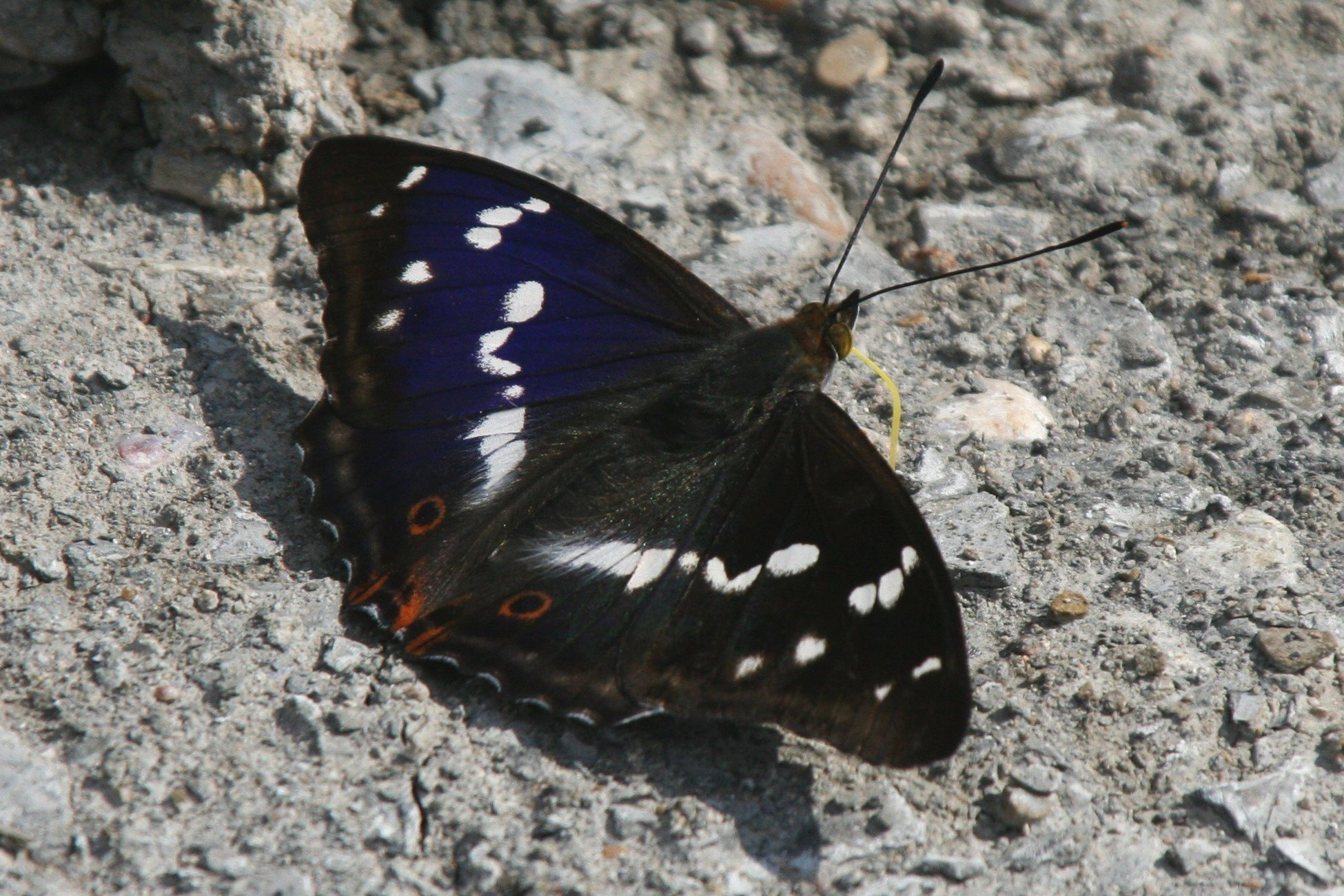
Motýl rodu Batolec
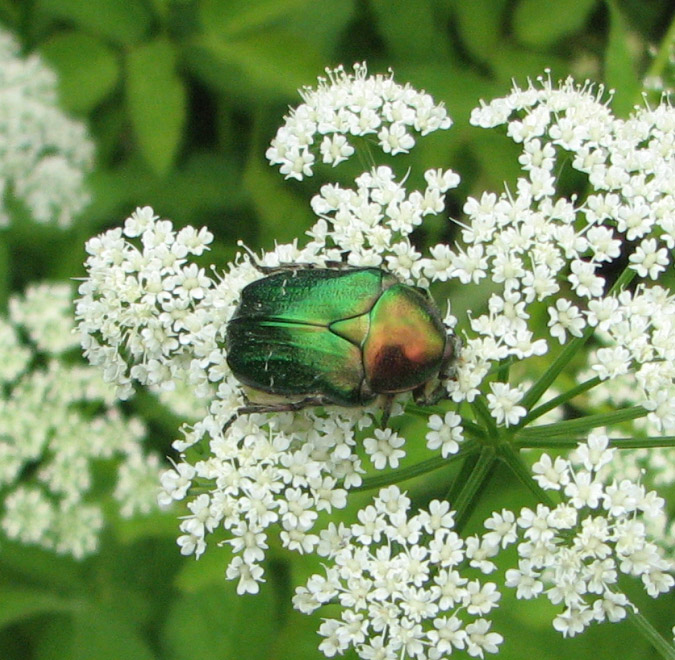
Zlatohlávek (rod)
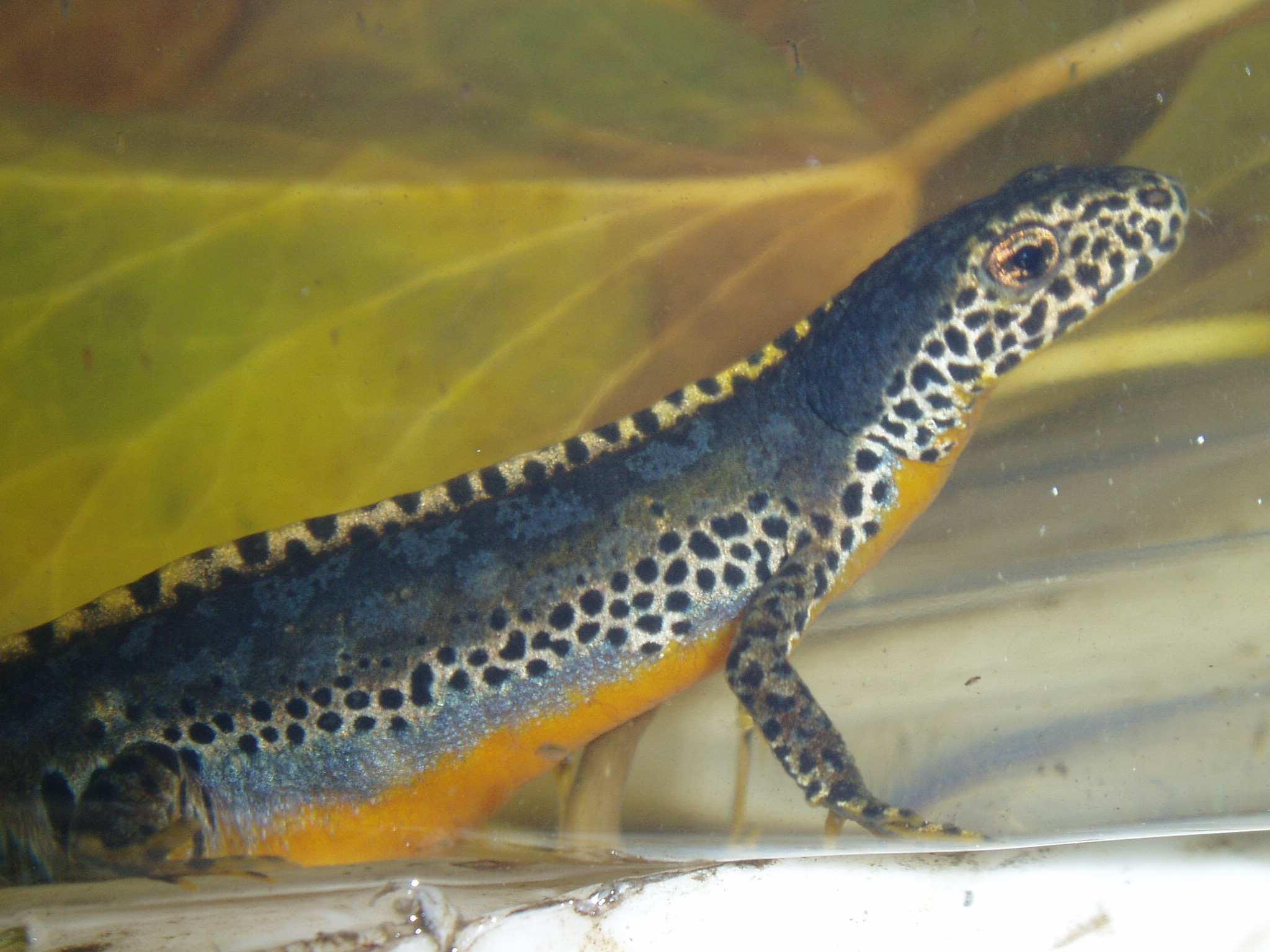
Čolek horský
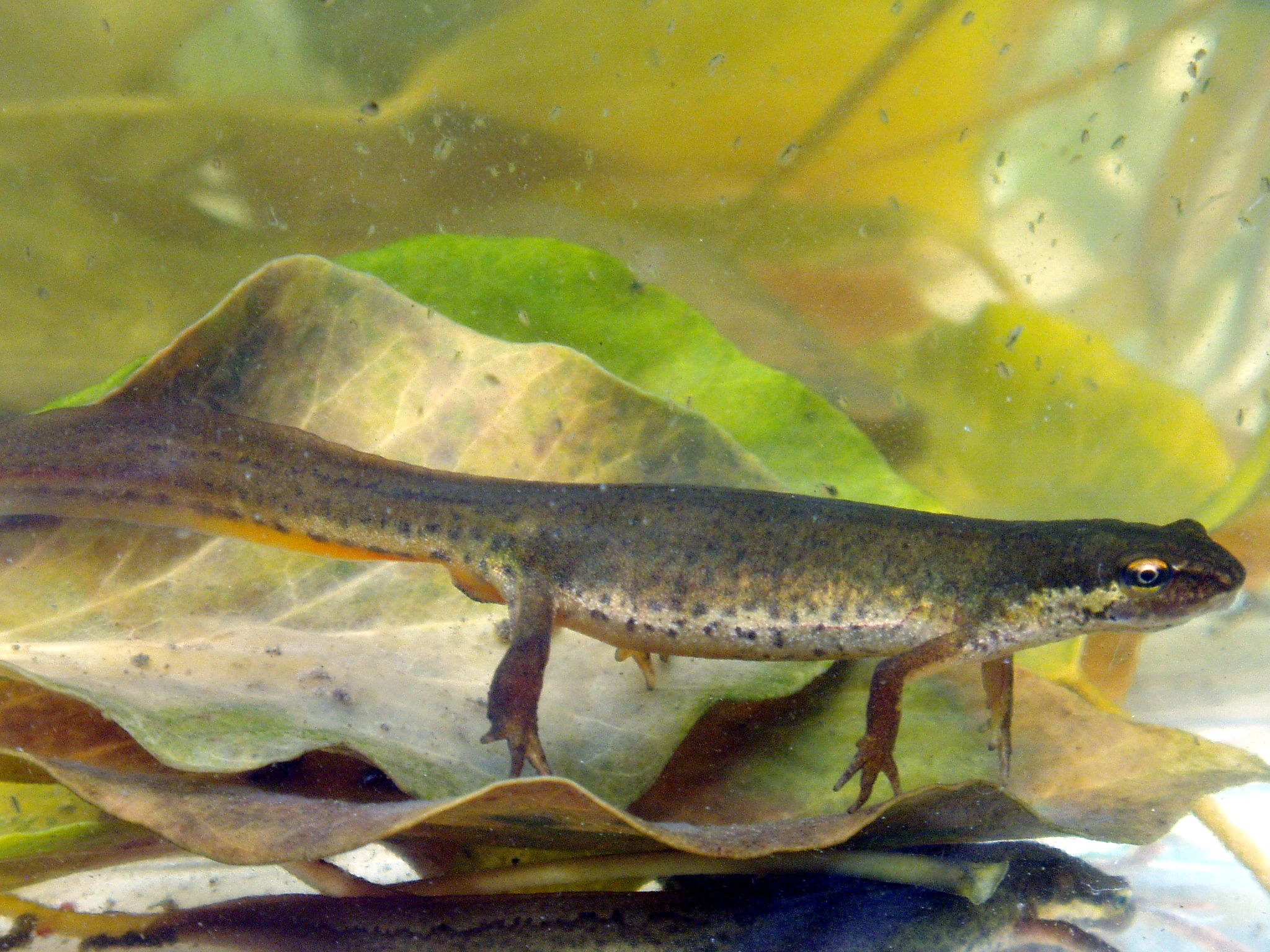
Čolek obecný
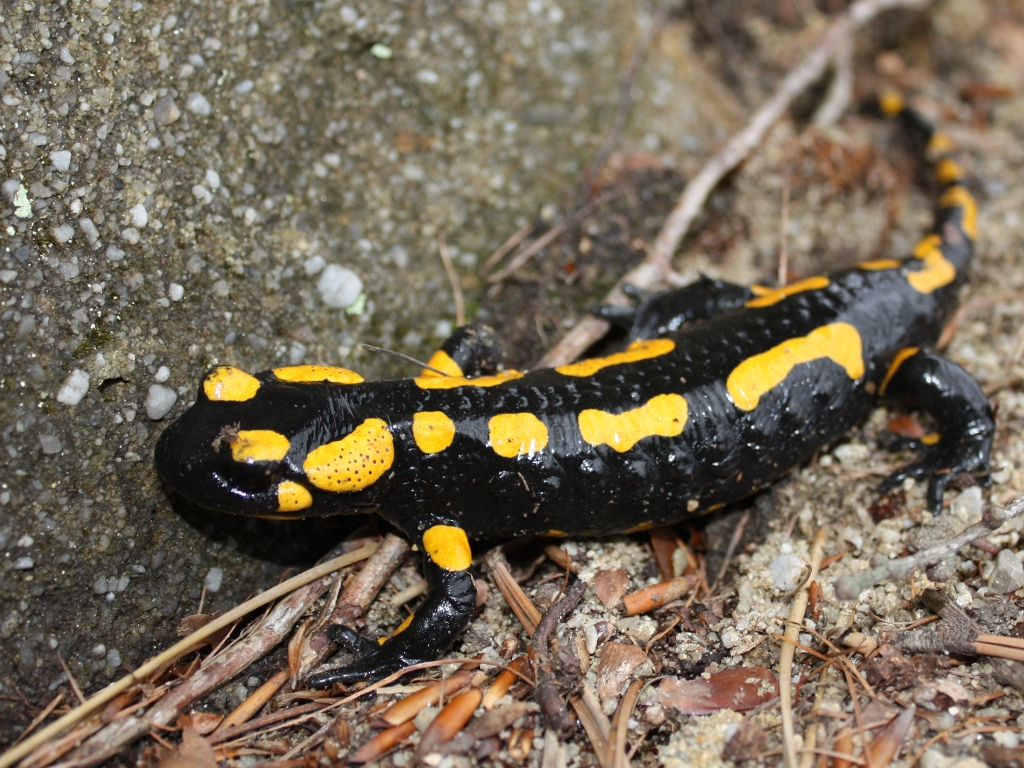
Mlok skvrnitý
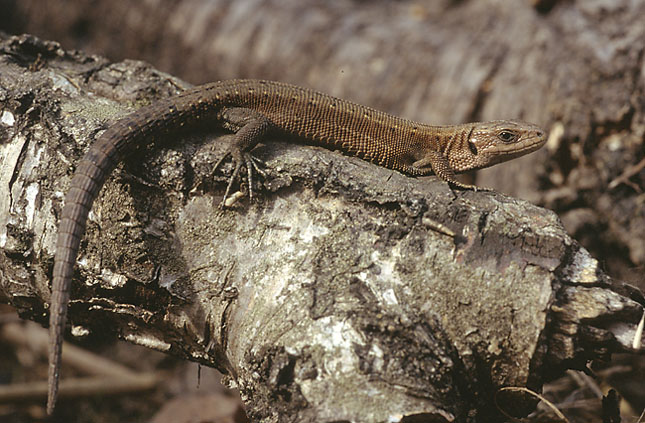
Ještěrka živorodá
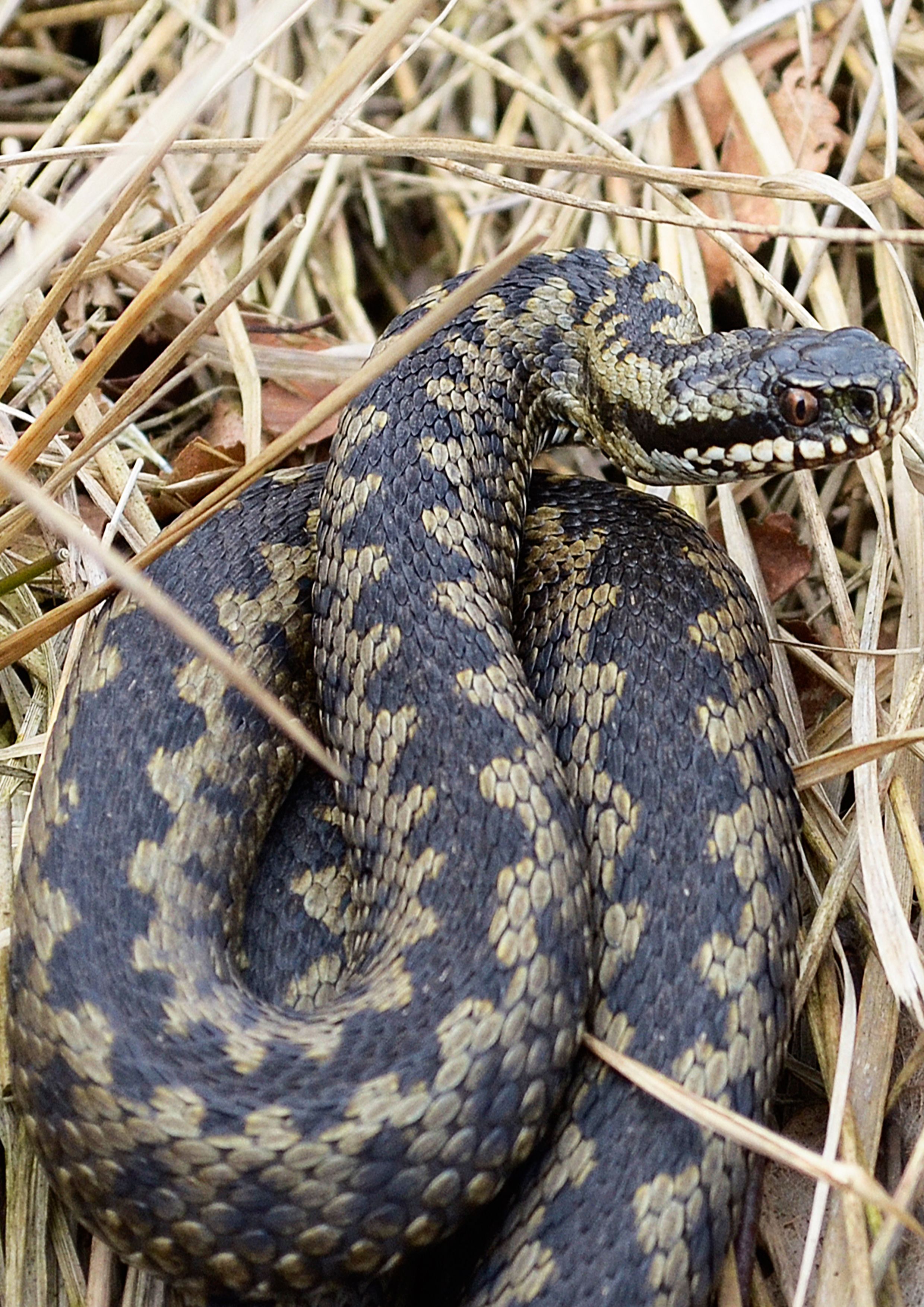
Zmije obecná
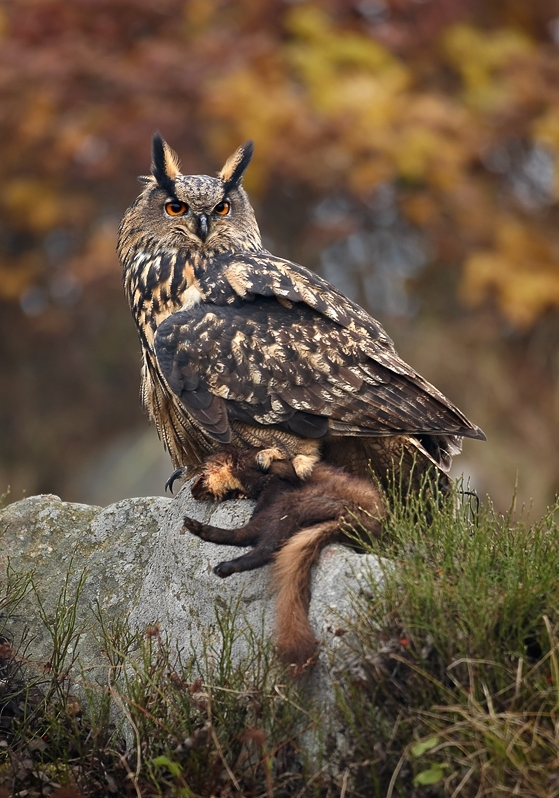
Výr velký
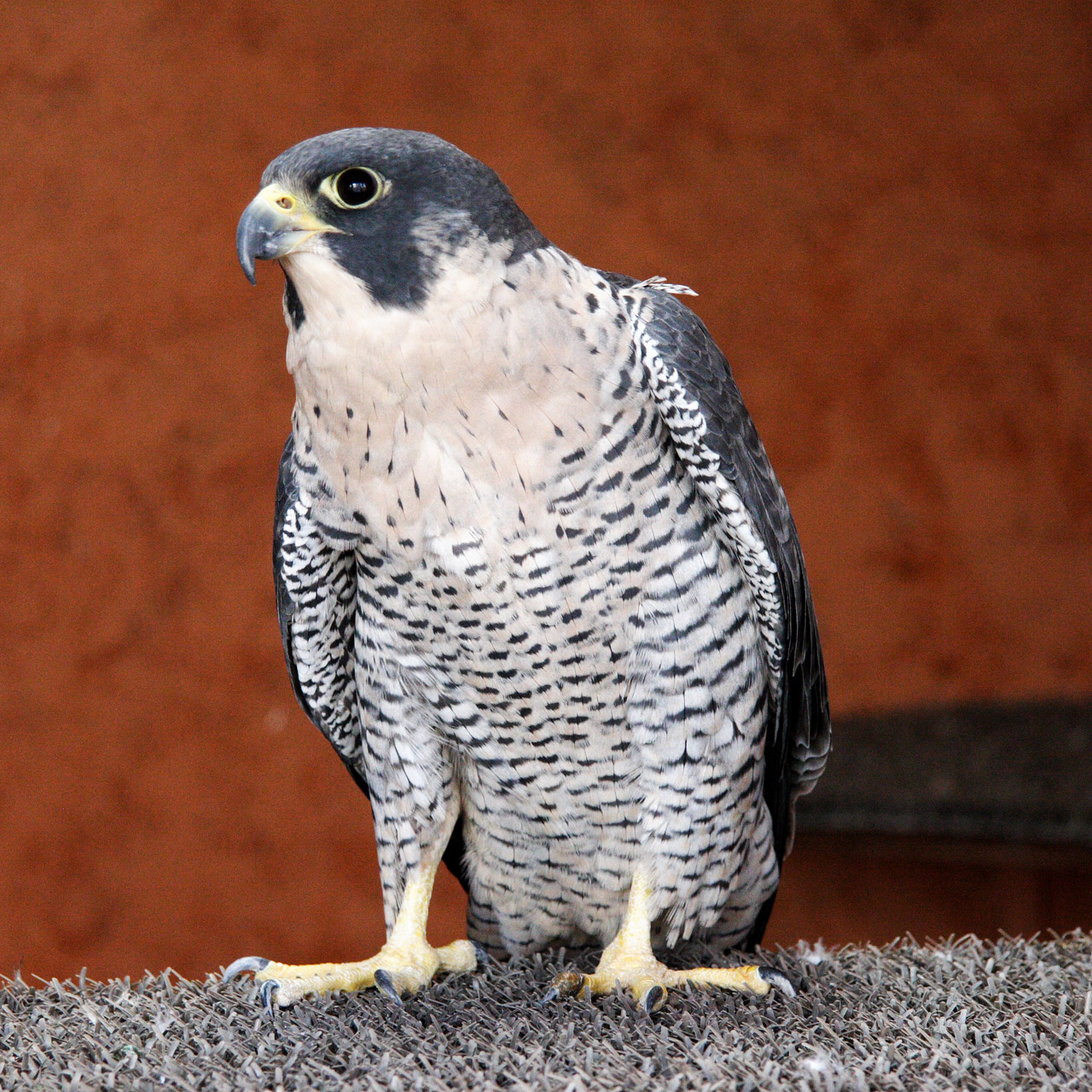
Sokol stěhovavý
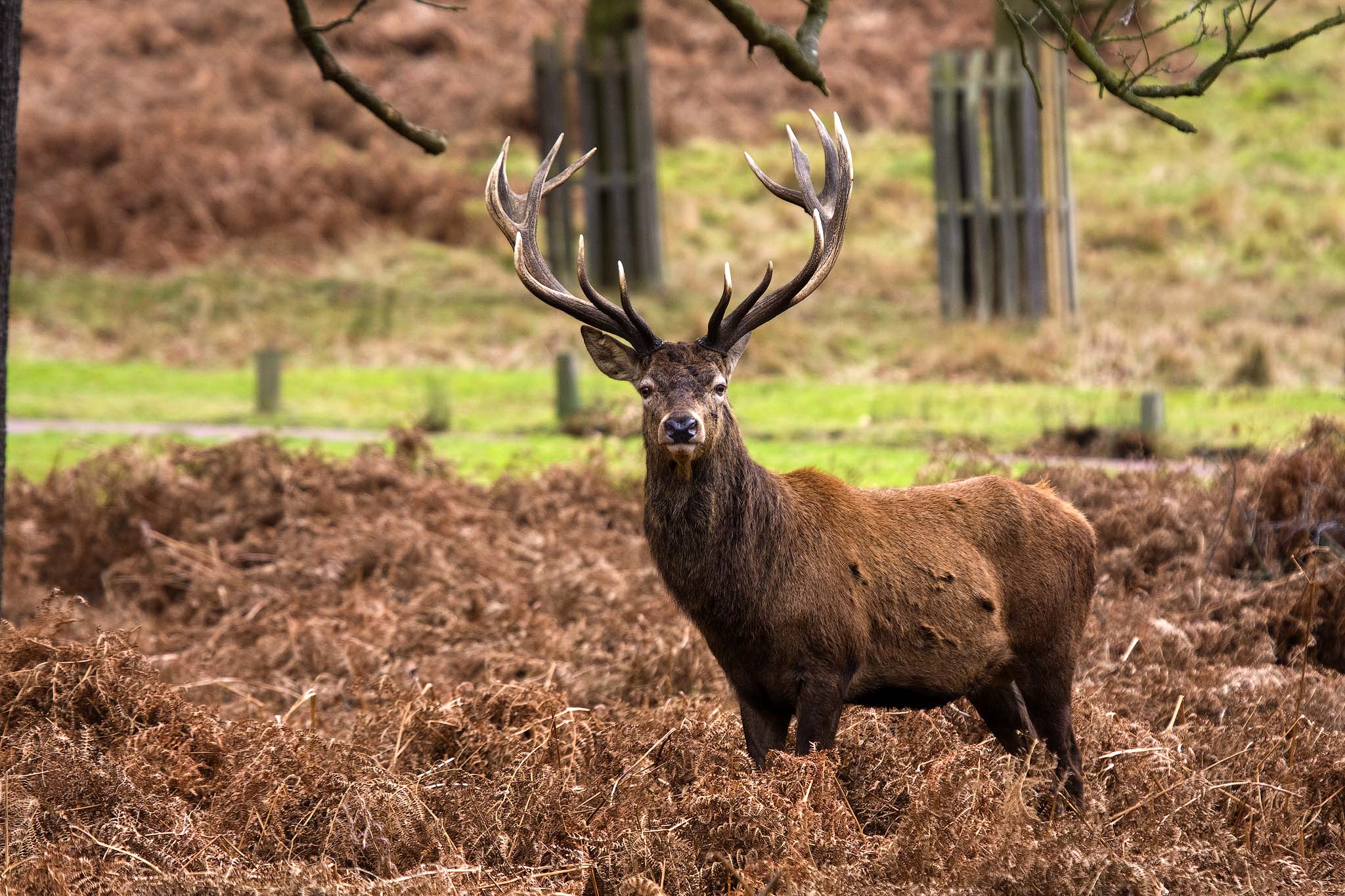
Jelen evropský
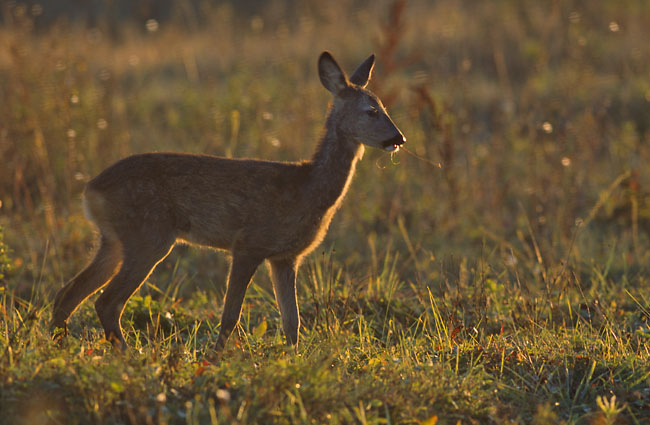
Srnec obecný
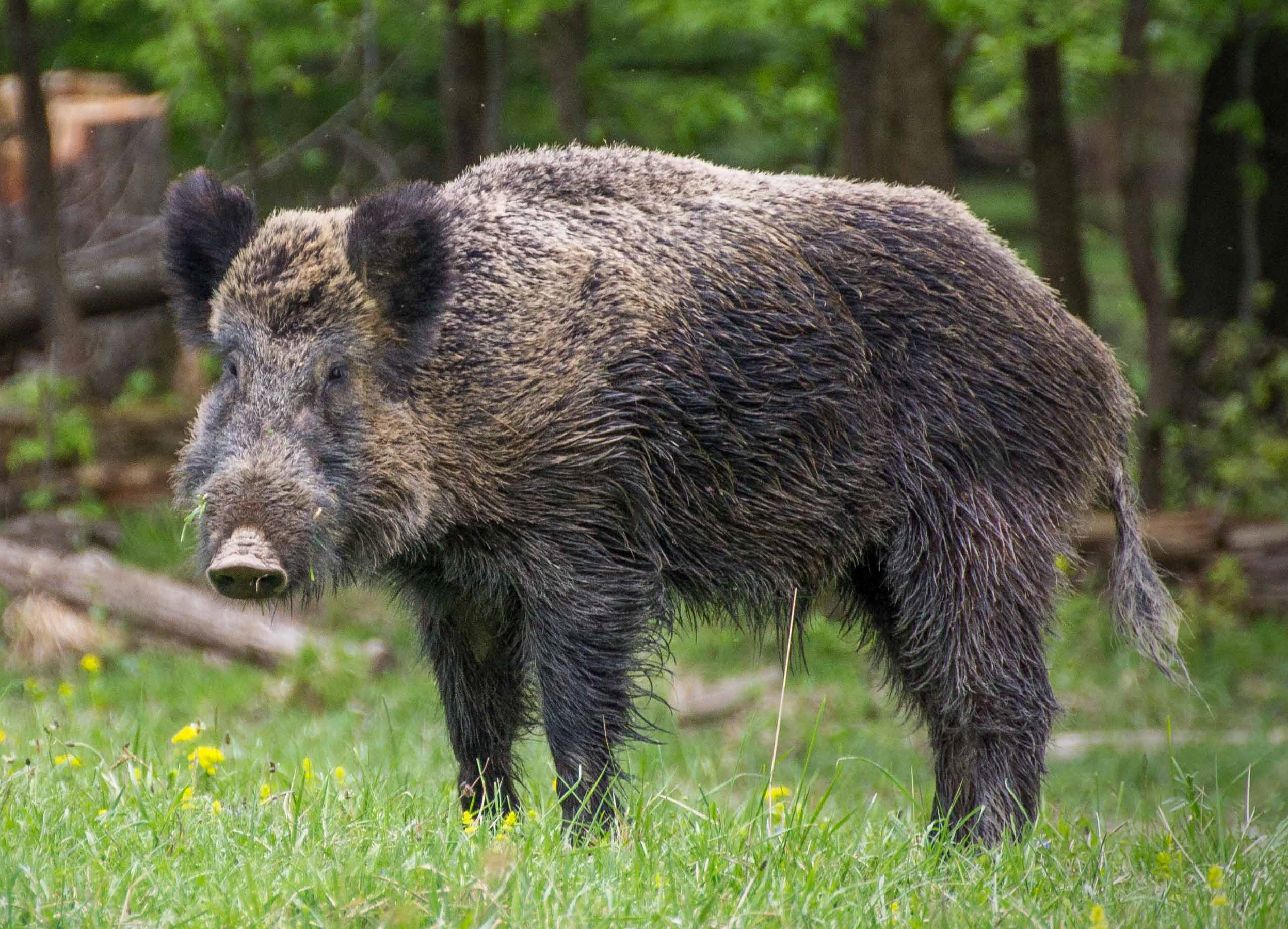
Prase divoké
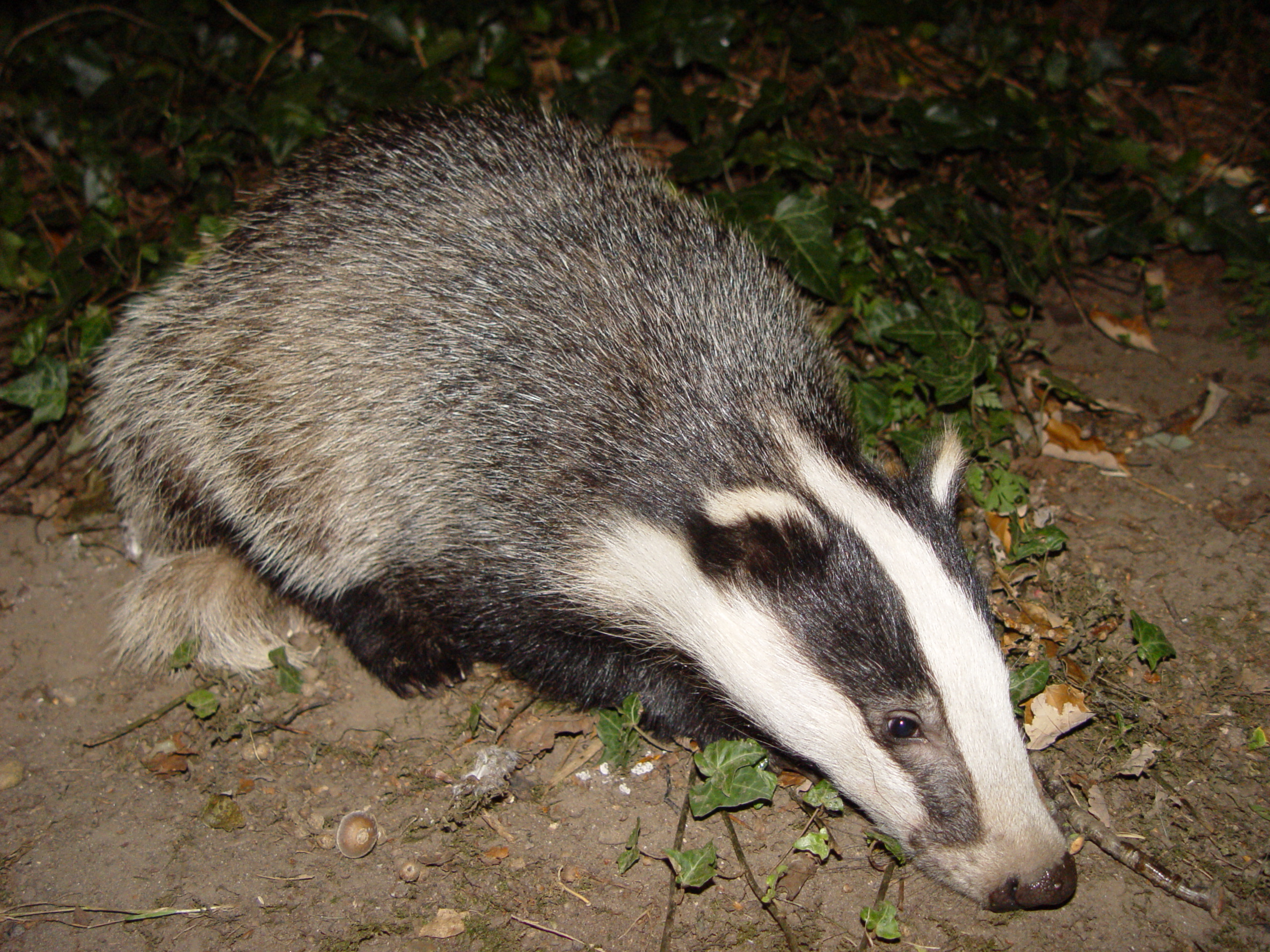
Jezevec lesní
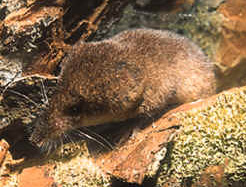
Rejsek horský
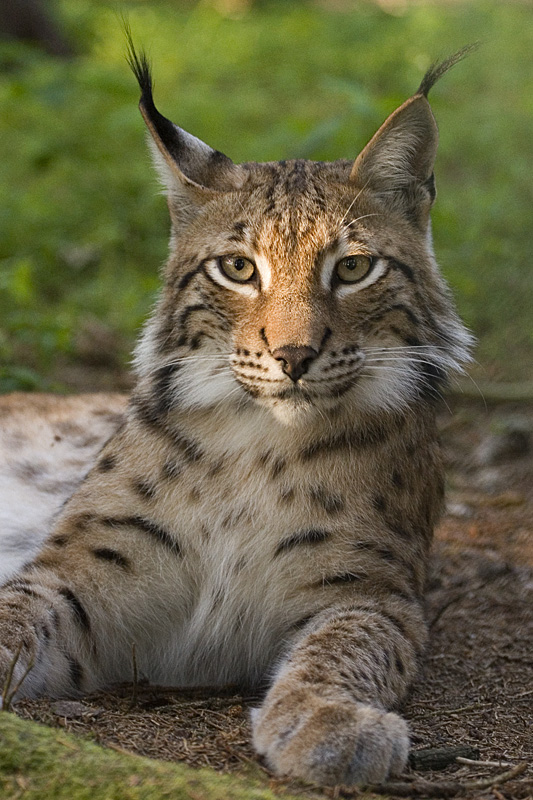
Rys ostrovid